# Сандерс, Руперт
Руперт Майлз Сандерс (англ. Rupert Sanders, род. 16 марта 1971, Вестминстер, Лондон, Англия) — британский кинорежиссёр. Он снял фильмы "Белоснежка и Охотник" (2012), "Призрак в доспехах" (2017) и "Ворон" (2024). В 2021 году, он снял пилотный эпизод научно-фантастического сериала "Основание" для Apple TV+.

## Карьера
Сандерс срежиссировал множество телевизионных рекламных роликов, включая ролик к «Halo 3: ODST», принёсший ему два «Золотых льва» на Международном фестивале рекламы «Каннские львы». Первым полнометражным фильмом Сандерса является «Белоснежка и охотник», премьера которого в США состоялась в начале июня 2012 года, а в России — в середине июня 2012. Бюджет фильма составил 170 миллионов долларов, включая миллионы на затраты на маркетинг, в день премьеры фильм заработал 20,3 миллионов долларов. Фильм собрал в прокате 396 592 829 долларов. В апреле 2022 года стало известно, что Сандерс станет режиссёром фильма «Ворон» с Биллом Скарсгардом в роли Эрика Дрейвена.

## Личная жизнь
Сандерс — еврей. В 2002 году Сандерс женился на модели Либерти Росс — сестре оскароносного композитора Аттикуса Росса. Хотя и Сандерс, и Росс являются британцами, для дальнейшей карьеры Сандерса они переехали в Лос-Анджелес. У них есть двое детей: дочь Скайла и сын Теннисон. В июле 2012 года Us Weekly опубликовал фотографии Сандерса в романтических объятиях с актрисой Кристен Стюарт, которая снималась у него в фильме «Белоснежка и охотник». Стюарт и Сандерс ответили на это отдельными публичными извинениями. В январе 2013 года Росс подала на развод с Сандерсом, стремясь к совместной опеке над детьми, финансовой поддержке от бывшего супруга и оплате от него судебных издержек.

## Фильмография
Режиссёрские работы
| Год  |     | Русское название     | Оригинальное название     | Роль                          |
| ---- | --- | -------------------- | ------------------------- | ----------------------------- |
| 2010 | кор | Чёрная дыра          | Black Hole                | режиссёр, продюсер, сценарист |
| 2012 | ф   | Белоснежка и охотник | Snow White & the Huntsman | режиссёр                      |
| 2013 | кор | Величие ждет         | Greatness Awaits          | режиссёр                      |
| 2017 | ф   | Призрак в доспехах   | Ghost in the Shell        | режиссёр                      |
| 2024 | ф   | Ворон                | The Crow                  | режиссёр                      |